# 7638 Гледмен
7638 Ґледмен (7638 Gladman) — астероїд головного поясу, відкритий 26 жовтня 1984 року.
Тіссеранів параметр щодо Юпітера — 3,367.